# Aafke Bruining
Aafke Bruining (Eindhoven, 6 november 1959) is een Belgische actrice van Nederlandse afkomst. 
Na haar opleiding aan het Hoger Instituut voor Dramatische Kunst Studio Herman Teirlinck speelde zij samen met Julien Schoenaerts. Hugo Claus maakte speciaal voor hen een bewerking van Oidipoes in Kolonos van Sophocles. De première van In Kolonos vond plaats in 1986 plaats in de Sint Baafsabdij in Gent. Dat was de start van  diverse  rollen in binnen en buitenland, zowel voor theater, onder andere De Appel Den Haag, NTGent, Raamtheater, Arca, MAV in Ercolano, als voor film en televisie, onder meer in en Hasta La Vista. In Thuis (speelde zij Louise Goorman alias Louise surprise), Roos in Wittekerke en Nicole in Het Pleintje. 
Naast haar ervaring als actrice is Bruining coach van een aantal bekende acteurs en regisseurs. Van 1993 tot 2003 gaf zij les aan Studio Herman Teirlinck, afdeling kleinkunst. Zij geeft acteurs- en regisseurscursussen bij onder andere Open Doek en diverse conservatoria.
Als theatermaakster maakte zij verschillende voorstellingen. Ze creëert zelf theaterstukken en verhalen, die ze geregeld op de planken brengt, dikwijls in samenwerking met muzikale collega’s. Voor het Joods cultuurfestival in 2009 bewerkte zij een verhaal van haar grootvader Josef Cohen De Witte Wiven. Muzikale collega's die haar begeleiden zijn onder anderen Geert Waegeman en Roberto Pakal. 
Voor tg WUIVEND RIET speelt Bruining in de voorstellingen Een vrouw als alle andere en Vranke Vrouwen in een regie van Ed Vanderweyden en Waar zijn ze gebleven in een regie van André Lefèvre.
In 2005 speelde ze Cindy in de aflevering 'zware Julien' in F.C. De Kampioenen.